# إتش. كولبي سميث
إتش. كولبي سميث هو سياسي كندي، ولد في 21 أغسطس 1869 في York County, New Brunswick ‏ في كندا، وتوفي في 14 مايو 1953 في سانت جون في كندا. نشط حزبياً في الحزب التقدمي المحافظ في نيو برونزويك ‏. وقد انتخب عضو الجمعية التشريعية لنيو برونزويك ‏.